# Tobiasz i Anna

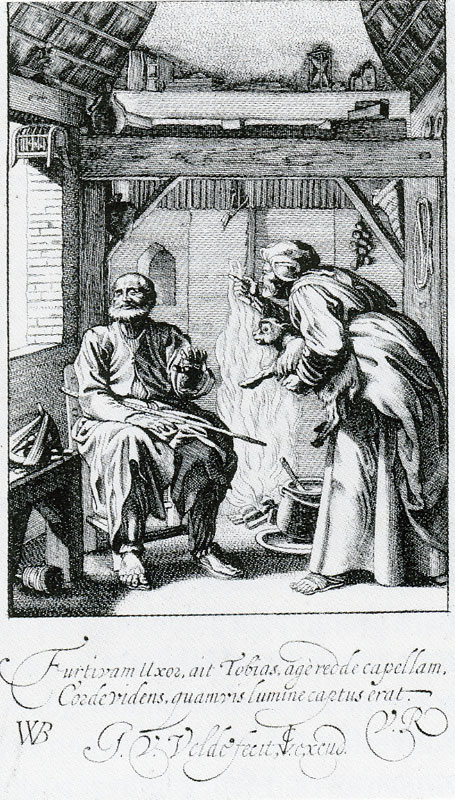
Tobiasz i Anna miedzioryt autorstwa Jana van de Velde II

Tobiasz i Anna (Tobiasz i Anna z koźlęciem) – obraz holenderskiego malarza Rembrandta Harmenszoona van Rijn. Obraz sygnowany u dołu po lewej stronie: RH 1626.

## Geneza
Temat obrazu został zaczerpnięty ze starotestamentowej Księgi Tobiasza. Dotyczy Tobiasza i jego żony Anny, ukazując moment zachwiania wiary mężczyzny w uczciwość żony. Anna pracowała u sąsiadów, gdzie wyrabiała sukno i szyła dla nich ubrania. Za pracę otrzymywała zapłatę również w naturze. Pewnego dnia otrzymała jako wynagrodzenie młodego kozła i przyniosła go do domu. Usłyszawszy beczenie zwierzęcia, Tobiasz przeraził się, że żona ukradła zwierzę i oskarżył ją o popełnienie grzechu. Anna ostro zaprzeczyła oskarżeniom, a Tobiasz począł modlić się do Boga o śmierć za popełnione grzechy (Tb 2, 12-14).

## Opis obrazu
Rembrandt w umiejętny sposób opowiada historię, koncentrując się na najważniejszych wątkach: Anna, jeszcze z koźlęciem pod ręką, właśnie usłyszała oskarżenie męża i oburzona odpiera jego zarzuty. Tobiasz pogrążony jest w modlitwie do Boga, prosząc go o karę za grzeszne życie. U jego stóp widać psa, symbolizującego wierność Tobiasza i jego ufność w sprawiedliwość Bożą. Jak większość prac z pierwszego okresu lejdejskiego Rembrandta, obraz cechuje się bogatą kolorystyką; jednakże można już zauważyć zdolność artysty do ukazywania głębi ludzkich emocji.
Rembrandt, malując historię Tobiasza i Anny, oparł się na miedziorycie Jana van de Veldego opartym według kompozycji Willema Buytewecha. Artysta wielokrotnie kopiował prace innych artystów; wiele z nich posiadał we własnych prywatnych zbiorach. Podobnie było z pracami van de Veldego. Rembrandt zastosował podobną kompozycję, to samo rozwiązanie wnętrza z oknem i belkowaniem oraz skopiował niektóre szczegóły rodzajowe.
Do postaci Anny prawdopodobnie pozowała matka Rembrandta.

## Proweniencja
Pierwsze wzmianki o obrazie pochodzą z 29 października 1748 roku: znajdował się w katalogu kolekcji Pietera van Buytene, która została wystawiona na sprzedaż. Pomiędzy 17 a 18 kwietnia 1759 został zakupiony przez Yver na anonimowej wyprzedaży w nieznanym domu aukcyjnym w Amsterdamie. Od 1905 do 1913 roku obraz znajdował się w kolekcji Tschugina (Moskwa), następnie przed 1917: E.J. Goudstikker (handlarz dziełami sztuki), Amsterdam; w kolekcji barona Heinricha Thyssen-Bornemisza, Schloß Rohoncz, Hungary/Villa Favorita, Castagnola; od 1956 do 1979 w G.W.H.M.barona Bentinck-Thyssen (Paryż). W 1979 roku obraz został zakupiony przez Rijksmuseum w Amsterdamie.